# Чело Алонсо
Ізабелла Гарсія, відома як Чоло Алонсо (ісп. Chelo Alonso; 10 квітня 1933 — 20 лютого 2019) — кубинська акторка, танцюристка й підприємиця, зірка італійського кіно, секс-символ США 1960-х. Відома ролями фатальних жінок і танцювальними номерами.

## Біографія
Ізабелла Гарсія народилася в місті Камагуей, на Кубі, від батька-кубинця і матері-мексиканки. Домоглася визнання на батьківщині завдяки танцювальним здібностям, ставши сенсацією Кубинського Національного театру в Гавані.
Незабаром після цього заявила про себе як про новий екзотичний танцювальний талант у Фолі-Бержер в Парижі. Її швидко охрестили «новою Жозефіною Бейкер», яка також виступала і прославилася в Фолі. Її також називали «кубинською водневою бомбою». У танці вона змішувала афро-кубинські ритми своєї батьківщини з прийомами стриптизу.
Як кіноакторка Чоло Алонсо вперше була помічена на міжнародному рівні після появи у фільмі 1959 року Знак гладіатора, де її партнерами по знімальному майданчику були Аніта Екберг і Жорж Маршаль. Завдяки епізоду з еротичним танцювальним номером її фото і ім'я на кіноафішах виявилися найбільш помітними.
Більшість картин за участі Чоло Алонсо — це пригодницькі фільми в стилі Геркулеса зі Стівом Рівзом. Цей фільм викликав цілу хвилю наслідувань, для яких був потрібен екзотичний талант. Алонсо знялася і з самим Стівом Рівзом у пеплумі Голіаф і Варвари (1959) і в костюмній пригодницькій стрічці Пірат Морган (1960). Роль у Ґоліяте і Варварів принесла їй премію в номінації «Акторка — відкриття в італійському кінематографі».
Після фільму Пустельна війна (1962) Чоло Алонсо на деякий час залишила кінематограф і переключилася на телебачення. Наступною її роллю на великому екрані стала коротка і безсловесна поява в спагеті-вестерні Сержіо Леоне Хороший, поганий, злий. Саме ця її роль, однак, стала найвідомішою в світі.
У 1961 році Чоло Алонсо одружилася з Альдо Помілью, менеджером з виробництва і продюсером багатьох фільмів з її участю. Народила сина Альдіно Помілью.
Після смерті чоловіка переїхала в місто Сієна в Тоскані, Італія. Вона залишила кіно і зайнялася племінним розведенням кішок, а також тримає чотиризірковий готель.

## Фільмографія
| Year | Title                                                         | Role                            |
| ---- | ------------------------------------------------------------- | ------------------------------- |
| 1959 | Guardatele ma non toccatele                                   | Пепіта Гарсія                   |
| 1959 | Nel Segno di Roma (Sign of the Gladiator)                     | Еріка                           |
| 1959 | Tunis Top Secret                                              | Шахерезада/Сорайя               |
| 1959 | Il terrore dei barbari (Goliath and the Barbarians)           | Ланда                           |
| 1959 | La scimitarra del Saraceno (The Pirate and the Slave Girl)    | Принцеса Міріам                 |
| 1959 | I Reali di Francia (Attack of the Moors)                      | Сулейма                         |
| 1960 | Il terrore della maschera rossa (Terror of the Red Mask)      | Каріма                          |
| 1960 | La strada dei giganti (Road of the Giants)                    | Стелла фон Крюгер               |
| 1960 | La regina dei tartari (The Huns)                              | Таня, королева Тартару          |
| 1960 | Пірат Морган (Morgan, the Pirate)                             | Консепсьйон                     |
| 1960 | Maciste nella Valle dei Re (Son of Samson)                    | Королева Смедес                 |
| 1960 | Le signore                                                    | Розарію                         |
| 1960 | Gastone                                                       | Карменсита                      |
| 1961 | Maciste nella terra dei ciclopi (Atlas Against the Cyclops)   | Капис                           |
| 1961 | La ragazza sotto il lenzuolo (Girl Under the Sheet)           | Марія Селесте Кортез Арагонська |
| 1962 | Quattro notti con Alba (Desert War)                           | Альба Петті                     |
| 1966 | Хороший, поганий, злий (The Good, the Bad and the Ugly)       | Дружина Стівенса                |
| 1968 | Corri uomo corri (Run, Man, Run)                              | Долорес                         |
| 1969 | La notte dei serpenti (Night of the Serpent / Nest of Vipers) | Долорес                         |